# Apagomerella
Apagomerella is een kevergeslacht uit de familie van de boktorren (Cerambycidae). De wetenschappelijke naam van het geslacht werd voor het eerst geldig gepubliceerd in 1962 door Gilmour.

## Soorten
Apagomerella omvat de volgende soorten:
- Apagomerella dissimilis Galileo & Martins, 2005
- Apagomerella versicolor (Boheman, 1859)